# La Foquita: El 10 de la calle
La Foquita: El 10 de la calle es una película biográfica peruana del 2020 basada en la vida del futbolista Jefferson Farfán, producida por Lfante Films y distribuida por New Century Films, filial peruana de Warner Bros. en Perú. Está dirigida por Martin Casapía Casanova y escrito por los guionistas argentinos Güido Simonetti y Viviana Negro. Está protagonizada por Jean Franco Sánchez, Juan Carlos Rey de Castro, Eva Ayllón, Anaí Padilla y Ramón García. El filme narra la vida del futbolista desde su infancia en su camino profesional en el deporte hasta la antesala a la Copa Mundial de Fútbol de 2018.

## Sinopsis
Basada en la vida del futbolista Jefferson Farfán desde sus inicios hacia su participación clave en la clasificación de la Copa Mundial de Fútbol de 2018.

## Reparto
- Jean Franco Sánchez como Jefferson Farfán.[5]
  - Ray del Castillo como Farfán adolescente.[5][6]
  - Rey del Castillo como Farfán niño.[5]
- Juan Carlos Rey de Castro como Raúl González, representante de Jefferson.
- Anaí Padilla como Charo Guadalupe, madre de Jefferson.[4][7]
- Eva Ayllón como Peregrina, abuela de Jefferson.[5]
- Ramón García[8][9]como Oscar Montalvo, entrenador de la cancha de pasto del Deportivo Municipal.
- Stephanie Orue[8]como Paola hija de Oscar Montalvo.
- Tulio Loza[8]como Don Jorge dueño y propietario del Restaurante Bar.
- Emilram Cossío[8]como Manuel Castillo, entrenador de la cancha de piso de barro del Deportivo Municipal.
- Pold Gastello[8][4]como Arbito.
- Juan Manuel Ochoa[8]como Machete, tío de Jefferson.
- Guillermo Castañeda[8]como Taxista.
- Pedro Olórtegui como Molina.
- Joaquín Escobar[4]como Giancarlo.
- Gonzalo Molina[4]como Duarte.
- Nancy Cavagnari[8][4]
- Thiago Vernal como Claudio, compañero de equipo de Jefferson.
- Mariella Zanetti[4]como Vecina.
- Rony Shapiama como Paolo Guerrero de adolescente, amigo de Jefferson.

Adicionalmente, se confirmó la participación real de exfutbolistas pertenecientes a Alianza Lima como Waldir Sáenz, José Soto Gómez, Marko Ciurlizza y Juan José Jayo Legario.

## Producción
En noviembre de 2018, la película fue anunciada bajo el nombre J.F. La Foquita, y fue programada a estrenarse a fines del 2019, confirmando además la dirección bajo Casapía Casanova. Pasando los meses, el 6 de mayo de 2019, la película fue confirmada, y retitulada como La Foquita: El 10 de la calle, adelantando la actuación de los hermanos del Castillo, Ray y Rey en un teaser, meses antes de la filmación principal de la película. Después de una convocatoria para encontrar al que interpretaría a Jefferson Farfán, Anaí Padilla fue confirmada a interpretar a Charo, la madre del protagonista, mientras se re-confirmó a los hermanos del Castillo , y finalmente se corroboró a Jean Franco Sánchez (en este entonces, como Franco Robles) para ser Jefferson Farfán adulto. Simultáneamente, Juan Carlos Rey de Castro, Ramón García, Stephanie Orúe, Eva Ayllón y otros fueron revelados para pertenecer al elenco.
El rodaje empezó el 23 de julio de 2019 en Villa El Salvador, el cual fue filmada enteramente usando una Arri Alexa. Entre otros sitios, la película fue también filmada en el Estadio Alejandro Villanueva. Finalmente, la película finalizó sus días de filmación a finales de agosto.

## Lanzamiento

### Marketing
El primer teaser de la película fue lanzado el 6 de mayo de 2019, semanas antes de entrar en filmación. El afiche oficial fue liberado el 6 de noviembre de 2019.

### Estreno
La película se estrenó el 30 de enero a nivel nacional en Perú, con un aproximado de 50,000 espectadores en su día estreno, y logrando hasta la actualidad más de 965,000 espectadores. Basado en su asistencia de espectadores y la media de entradas en la industria del cine peruano, la película ha recaudado aproximadamente más de 10 millones de soles, y rompiendo algunos récords en su corrida total, destronando a Guerrero sobre la vida de Paolo Guerrero, y convirtiéndose en la película peruana sobre fútbol peruano más taquillera en la historia.

### Streaming
Debido a que la pandemia del COVID-19 golpeó los cines de Perú, la película se estrenó en Netflix el 16 de junio del 2020. Subsiguientemente, se estrenó en señal abierta por América Televisión el 27 de junio del 2020, logrando posicionarse en el primer lugar en el índice de audiencia con 18.6 puntos, superando a El Wasap de JB (12.9 puntos) y El reventonazo de la Chola (12.6 puntos).
El 18 de febrero del 2022, la película se lanzó en HBO Max exclusivamente en Estados Unidos, a la vez transmitiéndose en HBO Latino hasta el 25 de marzo del 2022.